# Melainotettix gibbosus
Melainotettix gibbosus är en insektsart som först beskrevs av Bolívar, I. 1898.  Melainotettix gibbosus ingår i släktet Melainotettix och familjen torngräshoppor. Inga underarter finns listade i Catalogue of Life.